# Okeechobee
Okeechobee è una città degli Stati Uniti d'America situata in Florida, nella Contea di Okeechobee, della quale è il capoluogo.

## Battaglia di Okeechobee
Il giorno di Natale del 1837 il colonnello Zachary Taylor (futuro presidente), ordinò alle sue truppe di sferrare un attacco durante la seconda delle Guerre seminole, subendo una pesante sconfitta.